# 7 دقائق (فلم 2016)
7 دقائق (بالإيطالية: 7 minuti) هو فيلم درامي إيطالي - سويسري - فرنسي لعام 2016 شارك في كتابته وإخراجه ميكيل بلاسيدو.
عُرض الفيلم لأول مرة في مهرجان روما السينمائي الحادي عشر وعُرض لاحقًا في مهرجان طوكيو السينمائي الدولي. مستوحى من قصة حقيقية ، وهو مبني بشكل فضفاض على مسرحية درامية تحمل الاسم نفسه لستيفانو ماسيني.

## طاقم ممثلين
- اوكتافيا بيكولو بدور (بيانكا)
- كريستيانا كابوتوندي في دور (إيزابيلا)
- أمبرا أنجيوليني في دور (جريتا)
- فيوريلا مانويا بدور (أورنيلا)
- فيولانت بلاسيدو بدور (ماريانا)
- كليمنس بويسي بدور (هيرا)
- ماريا ناسيونالي بدور (أنجيلا)
- بلقيسا مايغا بدور (كيدال)
- سابين تيموتيو في دور (ميكايلا)
- لويزا كاتانيو بدور (ساندرا)
- إريكا دامبروسيو بدور (أليس)
- آن كونسيني بدور مدام (روشيت)
- ميشيل بلاسيدو في دور (ميشيل فاراتزي)